# Аллея Классиков

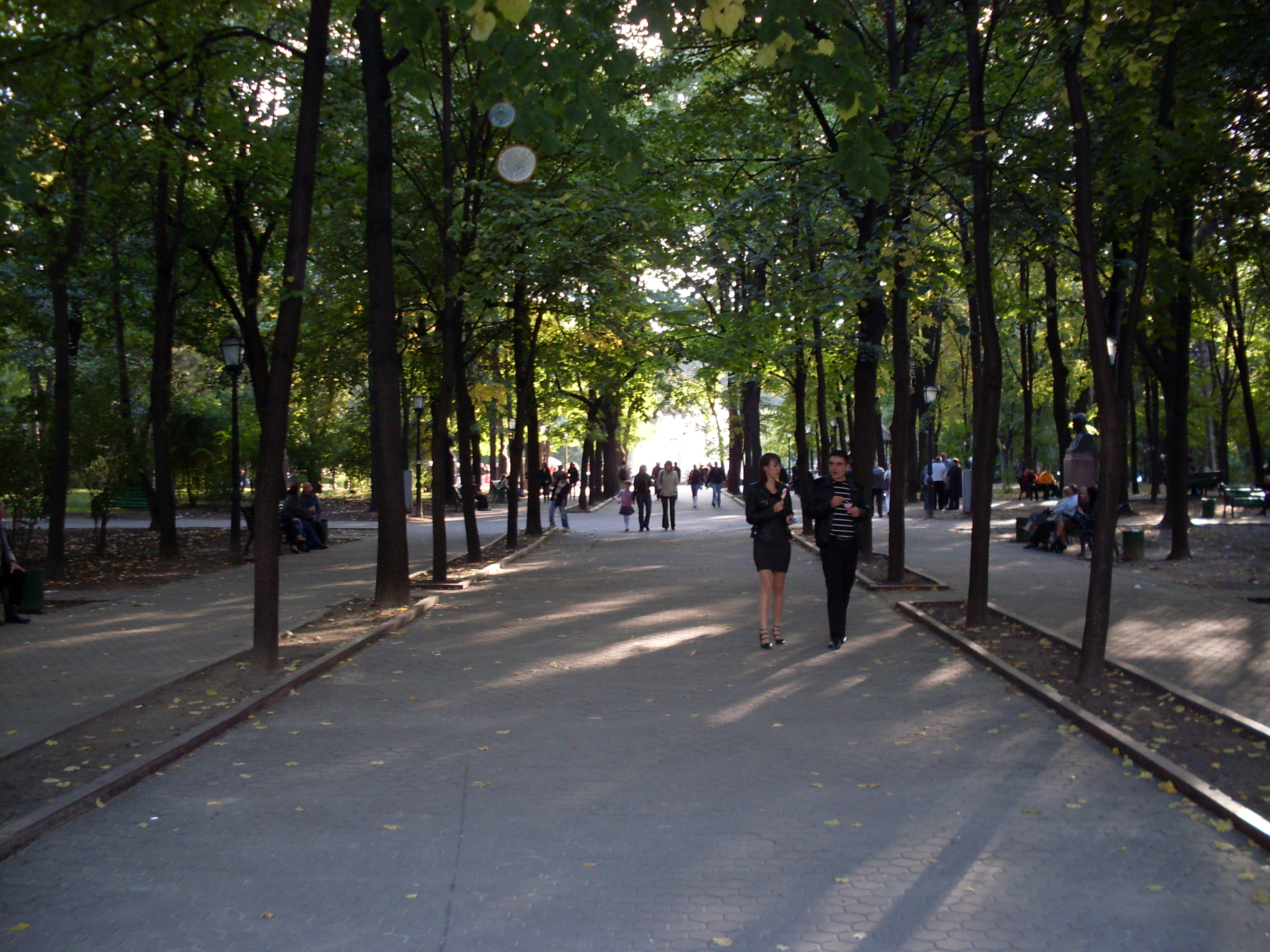
Фотография со стороны проспекта «Штефан чел Маре»

Аллея Классиков (рум. Aleea Clasicilor) — скульптурный комплекс в парке «Штефан чел Маре» Кишинёва (Молдавия), появившийся в 1958 году.

## Описание
По обе стороны аллеи на постаментах из красного полированного гранита установлены бронзовые бюсты писателей и общественно-политических и культурных деятелей Молдавии. Аллея Классиков пересекает центр парка, где на гранитной колонне установлен бронзовый бюст Александра Пушкина (1885) работы скульптора Александра Опекушина.
Аллея была сооружена в 1958 году. Сначала она состояла из 12 бюстов, после распада СССР её стали дополнять бюстами деятелей молдавской культуры, чьё творчество не приветствовалось в советский период, а также скульптурами румынских поэтов и писателей.
В Аллее Классиков на начало мая 2018 года было установлено 29 бюстов.

## Список скульптур
| Бюст                     | Время установки | Скульптор                           | Изображение |
| ------------------------ | --------------- | ----------------------------------- | ----------- |
| Василе Александри        | 1957            | Л. И. Дубиновский                   |             |
| Тудор Аргези             | 1995            | Дмитрий Вердяну                     |             |
| Георге Асаки             | 1957            | Л. И. Дубиновский                   |             |
| Джордже Баковия          | 2001            | Милица Петрашку                     |             |
| Лучиан Блага             | 1992            | Александра Пикунов-Тырцэу           |             |
| Октавиан Гога            | 2000            | Корнел Медря                        |             |
| Александру Донич         | 1957            | И. Л. Кептенару                     |             |
| Николае Йорга            | 1993            | Михаил Екобичь                      |             |
| Дмитрий Кантемир         | 1957            | Н. Горенышев                        |             |
| Михаил Когэлничану       |                 |                                     |             |
| Джордже Кошбук           | 1996            | Константин Попович                  |             |
| Джордже Кэлинеску        | 1997            | Сергей Ганенко                      |             |
| Ион Крянгэ               | 1957            | Лев Авербух                         |             |
| Алексей Матеевич         | 1990            | Дмитрий Русу-Скворцов               |             |
| Николае Милеску-Спэтару  | 1957            | Лев Авербух                         |             |
| Константин Негруцци      | 1957            | Л. И. Дубиновский и Александр Майко |             |
| Алеку Руссо              | 1957            | В. Ларченко                         |             |
| Михаил Садовяну          | 1990-е          | коллектив авторов                   |             |
| Константин Стамати       | 1957            | Леонид Фитов                        |             |
| Константин Стере         | 1991            | Г. Дубровин                         |             |
| Никита Стэнеску          | 1990-е          | коллектив авторов                   |             |
| Александр Хиждеу         | 1957            | В. Краковяк                         |             |
| Богдан Петричейку Хашдеу | 1957            | Иосиф Кептэнару                     |             |
| Мирча Элиаде             | 1997            | Василий Голя                        |             |
| Михай Эминеску           | 1957            | Л. Дубиновский                      |             |
| Григоре Виеру            | 2010            | Виктор Маковей, Руслан Тихончук     |             |
| Адриан Пэунеску          | 2011            | Роми Адам                           |             |